# Tanganoides clarkei
Tanganoides clarkei is een spinnensoort uit de familie Desidae. De soort komt voor in Tasmanië.